# Odessa Meteor Crater
Odessa Meteor Crater è un cratere di origine meteoritica situato in Texas, Stati Uniti. Si tratta del secondo più grande cratere di origine meteoritica degli Stati Uniti.

## Descrizione del sito
Il cratere misura 165 metri, di diametro ma nel punto centrale è profondo solo 5 metri perché nei secoli si è riempito di sabbia e detriti. Nelle vicinanze sono stati individuati altri 4 crateri, molto più piccoli, formatisi in seguito all'impatto di frammenti staccatisi dal corpo principale del bolide durante la caduta. Il meteoroide originale era composto di una solida lega di Ferro e Nichel e infatti per anni sono stati recuperati nel sito frammenti di questo meteorite. Questi esemplari sono conosciuti con il nome di meteoriti Odessa.
La caduta che ha dato origine al cratere sarebbe avvenuta circa 63.500 anni fa (datazione con un errore di ± 4.500 anni).

## Storia
Negli anni '20, dopo il ritrovamento dei primi frammenti meteoritici, fu riconosciuta l'origine meteoritica del Cratere Odessa ad opera di Daniel Barringer, l'ingegnere minerario famoso per aver riconosciuto per primo l'origine meteoritica del famoso Meteor Crater.
Negli anni '30 e '40 venne fatta una sistematica esplorazione del sito con impianti di perforazione al fine di individuare eventuali masse metalliche all'interno del cratere, ma senza successo. La massa principale del meteorite originale si era vaporizzata nell'impatto, lasciando dietro di sé solo piccoli frammenti.